# Bromus arenarius
Bromus arenarius là một loài thực vật có hoa trong họ Hòa thảo. Loài này được Labill. mô tả khoa học đầu tiên năm 1805.

## Hình ảnh

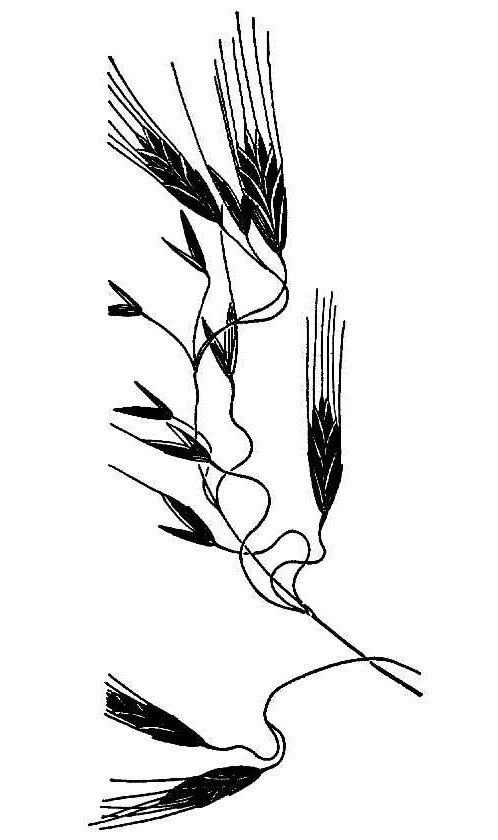